# Democrazia jeffersoniana
La democrazia jeffersoniana (chiamata così in onore del suo sostenitore Thomas Jefferson), fu una delle due visioni e dei due movimenti politici dominanti negli Stati Uniti dagli anni Novanta del Settecento agli anni Venti dell'Ottocento. 
I jeffersoniani erano profondamente legati al repubblicanesimo americano, il che significava opposizione a quella che consideravano un'aristocrazia artificiale, opposizione alla corruzione e insistenza sulla virtù, con una priorità per i "proprietari terrieri liberi", i "piantatori" e la "gente comune". Erano ostili all'élite aristocratica di mercanti, banchieri e industriali, diffidavano degli operai e si opponevano fortemente, vigilando sui sostenitori del sistema di Westminster.

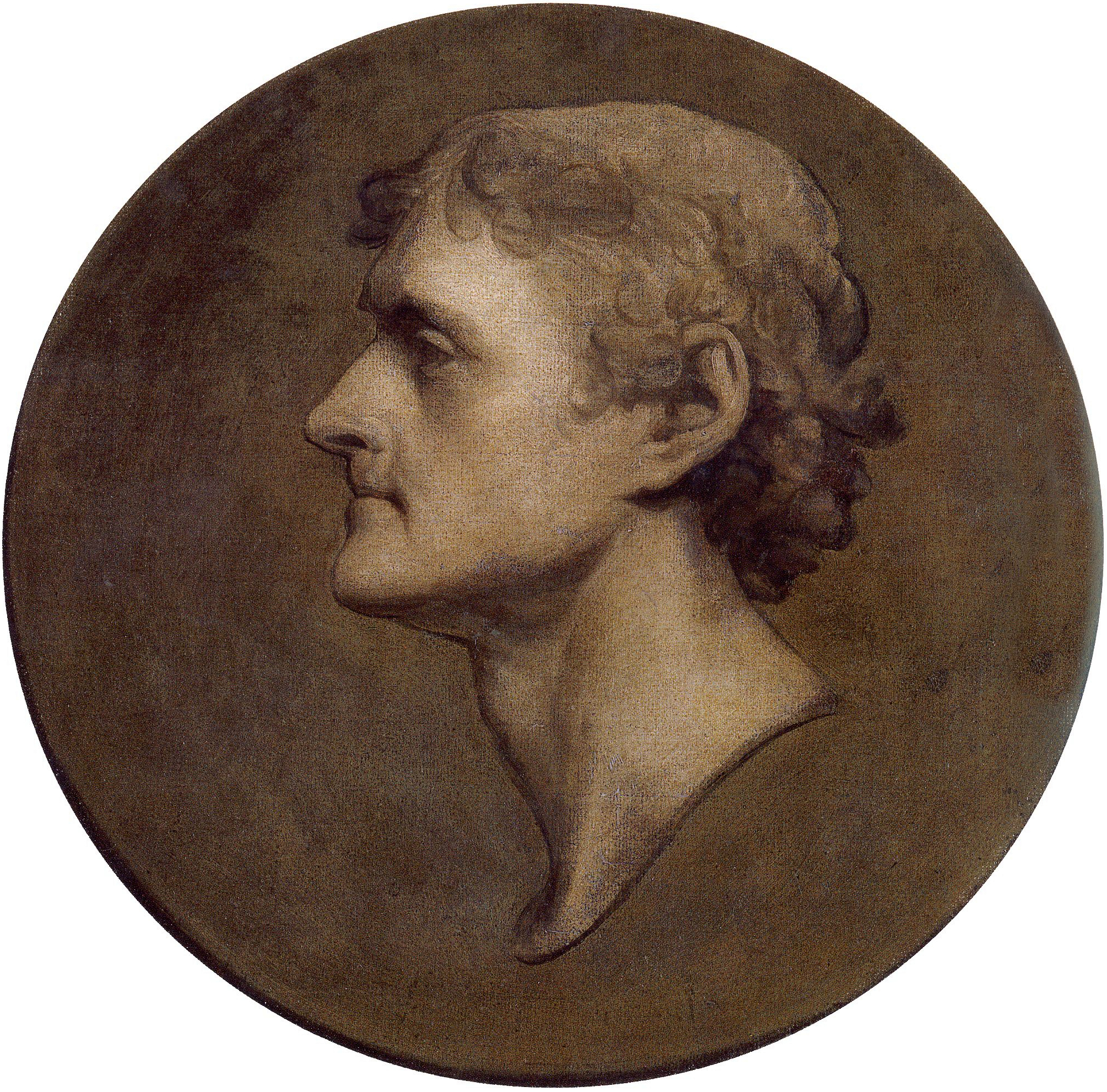
Il ritratto del medaglione di Jefferson del 1805 di Gilbert Stuart

## Storia
Il termine era comunemente usato per riferirsi al Partito Democratico-Repubblicano, formalmente chiamato "Partito Repubblicano", che Jefferson fondò in opposizione al Partito Federalista di Alexander Hamilton. All'inizio dell'era jeffersoniana, solo due stati, il Vermont e il Kentucky, stabilirono il suffragio universale maschile bianco abolendo i requisiti di proprietà. Ma entro la fine del periodo jeffersoniano, più della metà degli stati aveva fatto lo stesso, compresi praticamente tutti gli stati del Vecchio Nord-Ovest. Gli stati iniziarono poi a consentire anche il voto popolare maschile bianco per le elezioni presidenziali, avvicinandosi agli elettori in uno stile più moderno. Il partito di Jefferson aveva allora il pieno controllo dell'apparato governativo, dalla legislatura statale e dal municipio alla Casa Bianca.
La democrazia jeffersoniana continuò come elemento del Partito Democratico fino ai primi del XX secolo, come esemplificato dall'ascesa della democrazia jacksoniana e dalle tre candidature presidenziali di William Jennings Bryan.